# Nevin
A Nevin ír eredetű férfinév, eredetére két magyarázat is van. Az egyik feltevés szerint a Cnamhín és a Cnamh nevekből származik, itt a jelentése: csont, csontos (ember), a másik feltevés szerint az anglikán hatású ír MacCnaimhín, Ó Cnaimhín, MacCnaomhín, Ó Cnaomhín, Ní Chnáimhín, Ní Chnáomhín nevekből származik, amiknek a jelentése: kis szent, szentlélek, a szentek hívője, vallásos.

## Gyakorisága
Az 1990-es és a 2000-es években nem volt anyakönyvezhető.

## Névnapok
- február ?

Július 15.